# Kang Doha
Kang Doha (en coreano: hangul: 강도하, RR: Gang Do-ha, MR: Kang Doha, AFI: [gang.do.ha]),  (nacido en 1969) es un dibujante de manhwa de Corea del Sur.

## Carrera
Decidió ser dibujante de manhwa durante la secundaria época en la que ya dibujaba.
Cuando Kang empezó a publicar a finales de los 90, lo hacía con su verdadero nombre Kang Seongsu. Su primera obra la publicó en la revista “Isla del Tesoro” cuando aún estaba en secundaria y unos años más tarde recibió su primer premio, Myeongrang Manhwa Artist Award de la revista Bomeulson, por su trabajo “Padre e hijo”.
Durante años dibujó la tira cómica Sweet Home para el diario deportivo Sports Seoul.
En agosto de 2004 empezó a publicar Romance Killer bajo el nombre de Kang Doha.
 con el que le llovieron buenas críticas. Pero fue su obra El Gran Catsby, que apareció inicialmente en el portal coreano Daum el que le abrió todas las puertas.
Posteriormente ha dibujado 3M, presentado en el portal Cyworld y Kubrick.

## Obras
- 1987: Doeora pagasari (뛰어라 빠가사리)
- 1990: Padre e hijo (아버지와 아들)
- 2001: País triste, ciudad desolada (슬픈나라 비통도시)
- 2002: Sweet Home  (스위트홈)
- 2004: Romance Killer (로맨스 시리즈)
- 2005: El Gran Catsby( 위대한 캣츠비)
- 2006: 3M
- 2007: Kubrick (큐브릭)

## Premios
- 2006: Best Readers' Award
- 2005: Best Korean Manwha, Korea Culture & Content Committee
- 2005: Our Manwha Award of Today
- 2004: Independent Best Art in the Year's Art Award
- 2001: Our Manwha Award of Today[1]
- 1999: Myeongrang Manhwa Artist Award de la revista Bomeulson

## Familia
Está casado con la dibujante de manhwa Won Suyeon (원수연), autora de Full House y tienen dos hijos.